# Gallin-Kuppentin
Gallin-Kuppentin is een gemeente in de Duitse deelstaat Mecklenburg-Voor-Pommeren, en maakt deel uit van het Landkreis Ludwigslust-Parchim.

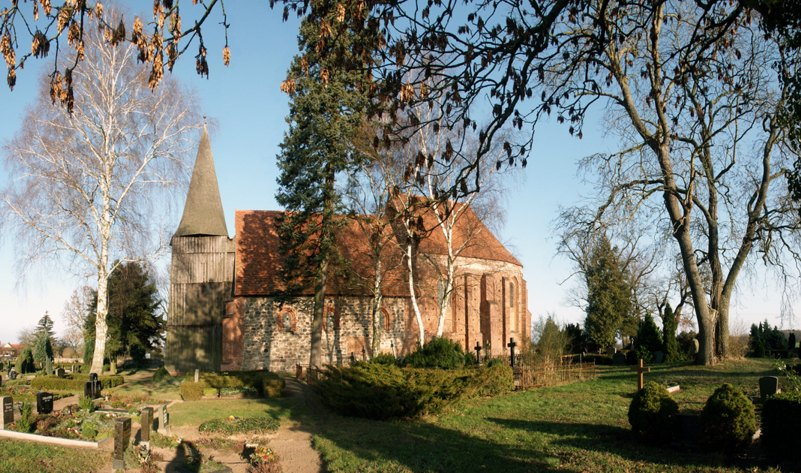
Kerk in Kuppentin

Gallin-Kuppentin telt 467 inwoners.